# ボーン・上田記念国際記者賞
ボーン・上田記念国際記者賞（ボーン・うえだきねんこくさいきしゃしょう）は1950年に創設されたジャーナリズムの賞。

## 概要
1949年1月30日、親友同士であったUPI通信社極東担当副社長マイルス・ボーンと元電通社長の上田碩三は東京湾浦安沖へ船で鴨猟に出かけたが、大波に飲まれ遭難し他3名と共に死亡した。
第二次世界大戦前、戦後と国際報道に貢献した二人の死を悼み、更にはその業績を顕彰しピューリッツァー賞にならい国際報道に貢献した報道者を表彰することを鈴木文史朗が提案、その構想を受け賞の制定に動いた高田元三郎ほか長谷川才次、本田親男、吉田秀雄、高石真五郎、松方三郎など日米のマスコミ有志が発起人となり設けられた。
当初は日本新聞協会が運営していたが、1960年に資金難の為「ボーン・上田記念国際記者賞選考委員会」を独立して設け、UPI通信、電通がその維持費を負担した。1985年には、在京の新聞社8社（朝日新聞社・毎日新聞社・読売新聞社・日本経済新聞社・産業経済新聞社・東京新聞社・共同通信社・時事通信社）と電通が資金を寄付しその活性化を図った。
2013年、賞の運営業務は日本新聞協会から 公益財団法人 新聞通信調査会 に移管され、賞の選考は「ボーン・上田記念国際記者賞委員会」、運営業務は新聞通信調査会が担っている。

## 受賞者一覧

### ボーン国際記者賞
- 1950年　
  - 高田市太郎（毎日新聞社）
  - 寺西五郎（共同通信社）
- 1951年　
  - 大竹貞雄（共同通信社）
- 1952年　
  - 小山武夫（中部日本新聞社）
- 1955年　
  - 坂井米夫（東京新聞社）
  - 岩立一郎（共同通信社）
- 1956年　
  - 橘善守（毎日新聞社）
- 1957年　
  - 鈴木充（中部日本新聞社）
  - 村田聖明（ジャパンタイムズ）
- 1958年　
  - 嬉野満洲雄（読売新聞社）
  - 篁暢児・川島吉（産業経済新聞社）
- 1959年　
  - 山内大介（毎日新聞社）
- 1960年　
  - 大森実（毎日新聞社）
  - 一力一夫（河北新報社）
- 1962年　
  - 仲晃（共同通信社）
- 1963年　
  - 林三郎（毎日新聞社）
  - 小島章伸（日本経済新聞社）
- 1964年　
  - 中村貢（朝日新聞社）
- 1965年　
  - 三好修（毎日新聞社）
- 1966年　
  - 野上正（朝日新聞社）
  - 高田富佐雄（毎日新聞社）
  - 関憲三郎（読売新聞社）
  - 菅栄一（サンケイ新聞社）
  - 鮫島敬治（日本経済新聞社）
  - 伊藤喜久蔵（中日新聞東京本社）
  - 豊原兼一（日本放送協会）
  - 太田浩（東京放送）
  - 斉藤忠夫（共同通信社）
- 1968年　
  - 本多勝一（朝日新聞社）
- 1969年　
  - 村野賢哉（日本放送協会）
- 1971年　
  - 武山泰雄（日本経済新聞社）
- 1974年　
  - 大塚喬重・佐藤信行（共同通信社）
- 1975年　
  - 古森義久（毎日新聞社）
  - 野田衛（サンケイ新聞社）
- 1976年　
  - 松山幸雄（朝日新聞社）

### ボーン・上田国際記者賞
- 1978年　
  - 磯村尚徳（日本放送協会）
- 1979年　
  - 近藤紘一（サンケイ新聞社）
- 1980年　
  - 斎藤志郎（日本経済新聞社）
- 1981年　
  - 下村満子（朝日新聞社）
- 1982年　
  - 湊和夫・新井康三郎（読売新聞社）
- 1983年　
  - 尾崎龍太郎（サンケイ新聞社）
- 1984年　
  - 柳田邦男（日本放送協会）
- 1985年　
  - 船橋洋一（朝日新聞社）
- 1986年　
  - 小川優（ジャパンタイムズ）
- 1987年　
  - 木村太郎（日本放送協会）
- 1988年　
  - 小島明（日本経済新聞社）
- 1989年　
  - 斎藤勉（産業経済新聞社）
- 1990年　
  - 平山健太郎（日本放送協会）
- 1991年　
  - 熊田亨（中日新聞社）
- 1992年　
  - 黒田勝弘（産業経済新聞社）
- 1993年　
  - 松本仁一（朝日新聞社）
- 1994年　
  - 山口昌子（産業経済新聞社）
  - 春名幹男（共同通信社）
- 1995年　
  - 田城明（中国新聞社）
- 1996年　
  - 信太謙三（時事通信社）
- 1997年　
  - 千野境子（産業経済新聞社）
  - 伊熊幹雄（読売新聞社）
- 1998年　
  - 伊奈久喜（日本経済新聞社）
- 1999年　
  - 加藤千洋（朝日新聞社）
- 2000年　
  - 受賞者なし
- 2001年　
  - 宇佐波雄策（朝日新聞社）
  - 及川仁（共同通信社）
- 2002年　　
  - 川上泰徳（朝日新聞社）
  - 平井久志（共同通信社）
  - 鈴置高史（日本経済新聞社）
- 2003年　
  - 受賞者なし
    - 特別賞
      - 綿井健陽（アジアプレス・インターナショナル）　
      - 佐藤和孝・山本美香（ジャパンプレス）
- 2004年　
  - 金平茂紀（TBSテレビ）
- 2005年　
  - 國枝すみれ（毎日新聞社）
  - 砂田浩孝（共同通信社）
- 2006年
  - 坂尻信義（朝日新聞社）
  - 太田昌克（共同通信社）
- 2007年
  - 別府正一郎（日本放送協会）
- 2008年
  - 滝田洋一（日本経済新聞社）
  - 高尾具成（毎日新聞社）
- 2009年
  - 受賞者なし
- 2010年
  - 大治朋子（毎日新聞社）
  - 峯村健司（朝日新聞社）
- 2011年
  - 会川晴之（毎日新聞社）
  - 奥寺淳（朝日新聞社）
- 2012年
  - 太勇次郎（日本放送協会）
- 2013年
  - 城山英巳（時事通信社）
- 2014年
  - 中沢克二（日本経済新聞社）
  - 杉山正（朝日新聞社）
- 2015年
  - 塩澤英一（共同通信社）
- 2016年
  - 受賞者なし
- 2017年
  - 太田泰彦（日本経済新聞社）
  - 井上智太郎（共同通信社）
- 2018年
  - 金成隆一（朝日新聞社）
  - 秋田浩之（日本経済新聞社）
- 2019年
  - 村山祐介（朝日新聞社）
- 2020年　
  - 藤本欣也（産業経済新聞社）
  - 芹田晋一郎（共同通信社）
- 2021年　
  - 須賀川拓（TBS）
- 2022年　
  - 高野裕介（朝日新聞社）
  - 大熊雄一郎（共同通信社）
- 2023年
  - 遠藤良介（産経新聞社）
  - 尾関航也（読売新聞社）
- 2024年
  - 倉茂由美子（読売新聞社）
  - 出井亮太（時事通信社）